# 襄城区
襄城区是中国湖北省襄阳市所辖的一个市辖区。总面积为670.8平方公里，区人民政府駐檀溪街道檀溪路158号。

## 历史沿革
古为中原政治中心和战略要地，襄阳城历为州、都、道、府、县治所。1949年，襄城区为襄阳县所属的县辖区。1950年改街道办事处。1960年为公社。1980年复置街道办事处。1984年置襄城区。
国务院1992年9月12日批准撤销襄城区、樊东区、樊西区、郊区，设立襄樊市襄城区、樊城区。2001年，原襄阳县欧庙镇、泥咀镇划入。

## 行政区划
襄城区下辖6个街道办事处、2个镇、1个乡：
真武山街道、古城街道、庞公街道、檀溪街道、隆中街道、余家湖街道、欧庙镇、卧龙镇和尹集乡。

## 人口
根據第七次人口普查數據，截至2020年11月1日零時，襄城區常住人口475611人。
2018年人口为59万人。

## 交通
- 汉十城际铁路：隆中站